# Autostrada A104 (Niemcy)
Autostrada A104 (niem. Bundesautobahn 104 (BAB 104) także Autobahn 104 (A104)) – dawna autostrada w Niemczech przebiegająca a przez Berlin (Konstanzer Straße – Schildhornstraße). Od 1 stycznia 2006 straciła własną nazwę i stanowi odnogę A100.
Pierwotnie planowano wydłużyć przebieg A104 do węzła z autostradą A103 śladem ulicy Schildhornstraße. Na odcinku Mecklenburgische Straße-Schildhornstraße jest zamknięta dla pojazdów przewożących materiały niebezpieczne.
Do momentu Zjednoczenia Niemiec droga była oznakowana jako A14.